# Kingsport 300 1971
Kingsport 300 1971 var ett stockcarlopp ingående i Nascar Winston Cup Series (nuvarande Nascar Cup Series) som kördes 23 maj 1971 på den 0,337 mile (542,348 m) långa ovalbanan Kingsport Speedway, i Kingsport i Tennessee. Totalt avverkades 101,1 miles (162,705 km) fördelat på 300 varv. Banunderlaget var asfalt. Loppet vanns av Bobby Isaac i en Dodge på tiden 1:32.35 körande för K&K Insurance Racing. Isaacs snitthastighet uppgick till 63,242 mph. Han var vid målgång ensam förare på ledarvarvet, fem varv före tvåan Elmo Langley. Prispotten uppgick till 10 890 dollar, varav 1 800 dollar gick till segraren.

## Resultat
| Plc     | Nr | Förare            | Team/ bilägare           | Konstruktör | Start | Varv | Ledda varv |
| ------- | -- | ----------------- | ------------------------ | ----------- | ----- | ---- | ---------- |
| 1       | 71 | Bobby Isaac       | K&K Insurance Racing     | Dodge       | 1     | 300  | 294        |
| 2       | 64 | Elmo Langley      | Langley-Woodfield Racing | Ford        | 6     | 295  | 0          |
| 3       | 48 | James Hylton      | Hylton Engineering       | Ford        | 3     | 293  | 0          |
| 4       | 24 | Cecil Gordon      | Gordon Racing            | Mercury     | 9     | 283  | 0          |
| 5       | 10 | Bill Champion     | Champion Racing          | Ford        | 4     | 282  | 0          |
| 6       | 34 | Wendell Scott     | Scott Racing             | Ford        | 7     | 281  | 0          |
| 7       | 30 | Walter Ballard    | Ballard Racing           | Ford        | 12    | 280  | 0          |
| 8       | 25 | Jabe Thomas       | Robertson Racing         | Plymouth    | 11    | 277  | 0          |
| 9       | 74 | Bill Shirey       | Bill Shirey              | Plymouth    | 17    | 274  | 0          |
| 10      | 45 | Bill Seifert      | Seifert Racing           | Ford        | 16    | 260  | 0          |
| 11      | 79 | Frank Warren      | Warren Racing            | Dodge       | 25    | 259  | 0          |
| 12      | 4  | John Sears        | John Sears               | Dodge       | 10    | 238  | 0          |
| 13      | 8  | Ed Negre          | Negre Racing             | Ford        | 13    | 211  | 0          |
| 14      | 67 | Dick May          | Ron Ronacher             | Ford        | 18    | 200  | 0          |
| 15      | 41 | Ken Meisenhelder  | Ken Meisenhelder         | Chevrolet   | 21    | 194  | 0          |
| 16      | 40 | D.K. Ulrich       | Jasper Motorsports       | Ford        | 14    | 186  | 0          |
| 17      | 43 | Richard Petty     | Petty Enterprises        | Plymouth    | 2     | 166  | 6          |
| 18      | 06 | Neil Castles      | Neil Castles             | Dodge       | 8     | 138  | 0          |
| 19      | 77 | Charlie Roberts   | Roberts Racing           | Ford        | 22    | 138  | 0          |
| 20      | 19 | Henley Gray       | Gray Racing              | Ford        | 23    | 87   | 0          |
| 21      | 26 | Earl Brooks       | Brooks Racing            | Ford        | 15    | 85   | 0          |
| 22      | 96 | Richard Childress | Garn Racing              | Chevrolet   | 20    | 72   | 0          |
| 23      | 72 | Benny Parsons     | DeWitt Racing            | Ford        | 5     | 46   | 0          |
| 24      | 70 | J.D. McDuffie     | McDuffie Racing          | Chevrolet   | 19    | 26   | 0          |
| 25      | 28 | Bill Hollar       | Brooks Racing            | Ford        | 24    | 1    | 0          |
| Källor: |    |                   |                          |             |       |      |            |